# Casa Castellví
Casa Castellví és una casa senyorial del municipi del Morell protegida com a bé cultural d'interès local. També coneguda com la «Casa de les Olles», és a la carretera de Reus, a la cruïlla amb la carretera de Vilallonga. Antigament era integrada dins el nucli antic però ara la veiem quasi fora del nucli de la vila.

## Descripció
És un habitatge que sorprèn per les seves dimensions. També crida l'atenció la façana quadrada que és on es conserven les restes dels esgrafiats primitius que ornamentaven l'exterior. L'estat d'aquests esgrafiats és força deficient.
La façana té la planta baixa amb porta quadrada i coberta arquitravada. Damunt la porta es pot veure la inscripció que indica la data de construcció.
El primer pis presenta una balconada correguda amb dues portes de caràcter senzill i dos balcons a banda i banda.
La part de les golfes està constituïda per finestres quadres situades harmònicament respecte a la façana.
A la part de l'oest, l'edifici presenta una galeria que sobresurt, els arcs de la qual són quadrats. Tota la part posterior de la casa, concretament més enllà on està la galeria, està tota coberta d'una gran quantitat d'heura enramada.
Darrere també es conserven encara restes del primitiu jardí de la casa, que va ser expropiat quan es va construir la carretera general.
Enmig de la teulada s'aixeca una torratxa quadrada, de senzilles característiques estructurals.